# Venhorst

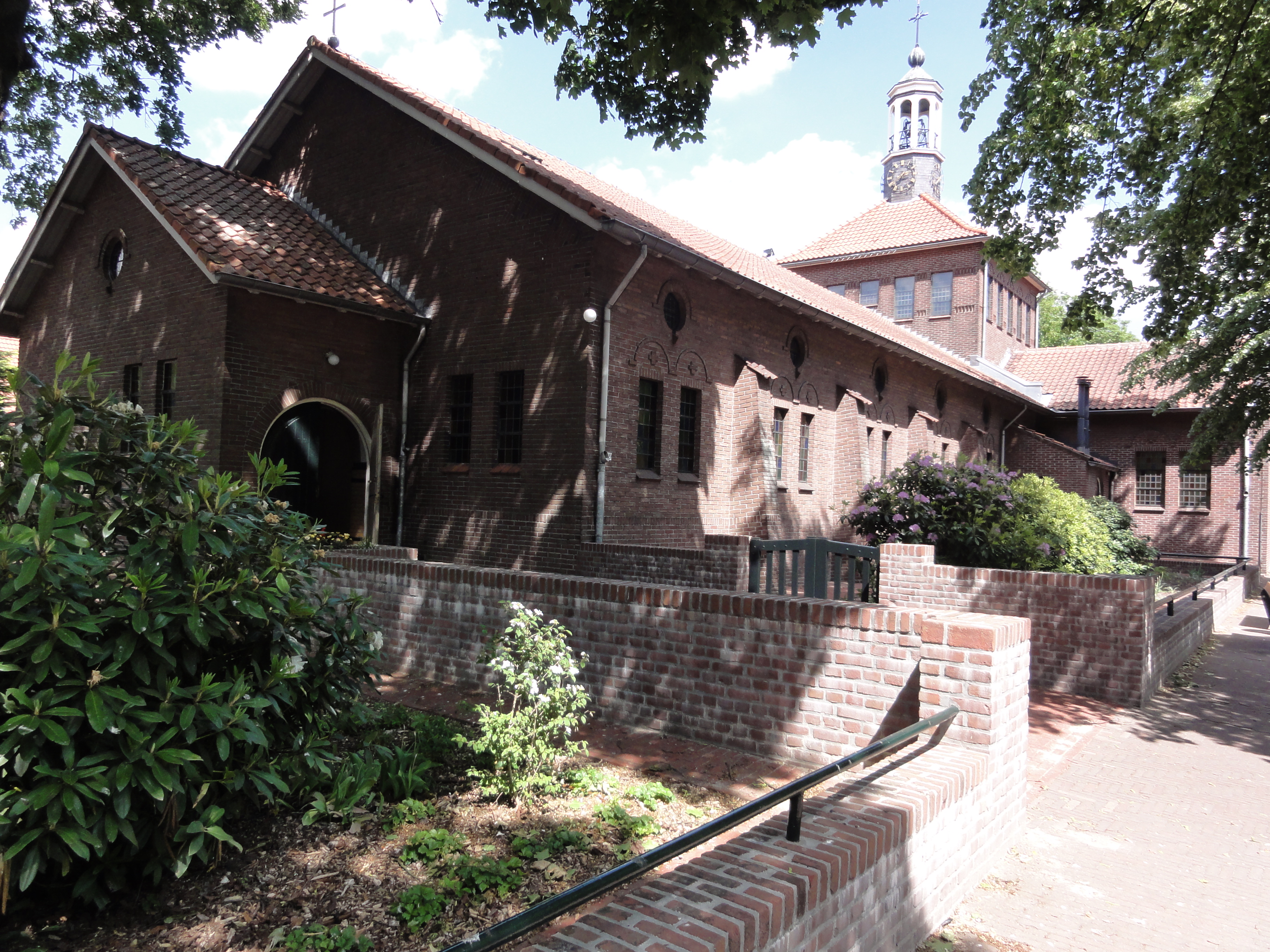

Venhorst est un village situé dans la commune néerlandaise de Boekel, dans la province du Brabant-Septentrional. Le 1er janvier 2007, le village comptait 1 637 habitants.